# 安德魯·斯塔內爾
斯塔內爾男爵羅伯特·安德魯·斯塔內爾，OBE，PC（英語：Robert Andrew Stunell, Baron Stunell，1942年11月24日—2024年4月29日）是一位英格蘭政治人物，他的黨籍是自由民主黨。在1997年至2015年，他擔任黑澤爾格羅夫選區選出的英國下議院議員。